# Szepesedelény
Szepesedelény (1899-ig Odorin, szlovákul: Odorín, németül: Dirn) község Szlovákiában, a Kassai kerület Iglói járásában.

## Fekvése
Iglótól 5 km-re keletre, a Hernád bal oldalán fekszik.

## Története
Első temploma 1240 körül épült, valószínűleg a tatárjárásban megrongálódott, mert később román-gótikus stílusban építették át. 1263-ban „Odorin” néven említik először, szepesi szászok alapították a 13. század elején. 1287-ben „Odolyn”, 1299-ben „Odorinum”, „Oderin”, 1435-ben „Odorinum”, „Edelen” alakban szerepel a korabeli forrásokban. A falu a 15. században a Szapolyaiak szepesvári uradalmához tartozott. 1787-ben 45 házában 331 lakos élt.
A 18. század végén Vályi András így ír róla: „ODORIN. Tót falu Sopron Várm. földes Ura G. Csáky Uraság, lakosai katolikusok, és másfélék, határjának egy része soványas, de nagyobb része jó, javai is jelesek.”
1828-ban 73 háza volt 551 lakossal, akik főként mezőgazdasággal foglalkoztak. 1831-ben lakói részt vettek a felvidéki parasztfelkelésben.
Fényes Elek 1851-ben kiadott geográfiai szótárában így ír a faluról: „Odorin, tót falu, Szepes vmegyében, egy felemelkedett helyen Iglóhoz keletre 1 órányira: 531 kath. lak. paroch. templommal, urasági tehenészettel. F. u. gr. Csáky. ut. p. Lőcse.”
A trianoni diktátumig Szepes vármegye Iglói járásához tartozott.

## Népessége
| Év:            | 1994. | 2004.   | 2014.   | 2024.   |
| -------------- | ----- | ------- | ------- | ------- |
| Emberek száma: | 841   | 892     | 952     | 1013    |
| Eltérés:       |       | +6,06 % | +6,72 % | +6,40 % |

| Év:            | 2023. | 2024.   |
| -------------- | ----- | ------- |
| Emberek száma: | 1016  | 1013    |
| Eltérés:       |       | -0,29 % |

1910-ben 580, túlnyomórészt szlovák lakosa volt.
2001-ben 872 lakosából 867 szlovák volt.
2011-ben 940 lakosából 924 szlovák.

## Nevezetességei
- Szent Miklósnak szentelt római katolikus temploma 13. századi, késő román-kora gótikus eredetű. A 18. században barokk stílusban építették át, északi kápolnája 1807-ben épült hozzá. Késő gótikus Madonna-szobra 1460 és 1480 között készült.
- A plébánia épülete eredetileg barokk, 1826-ban klasszicista stílusban építették át.

## Híres emberek
- Itt hunyt el 1785-ben Bossányi Szerafin, minorita hittudós.